# Anton Perichon
Anton Perichon, född cirka 1713, död 1793, var en violinist vid Kungliga hovkapellet i Stockholm.
Han kom till Stockholm 1743 som medlem i Adolf Fredriks hertigliga kapell där han hade blivit anställd 1737. 1744 började kapellet ge offentliga konserter under Perichons ledning, vilket man fortsatte med in på 1750-talet. Efter Adolf Fredriks tronövertagande 1751 engagerades han till hovfesterna, där han under några år ledde de musikaliska aktiviteterna. Då Per Brant blev hovkapellmästare 1758 övertog Perichon dennes plats som konsertmästare. Efter några utlandsresor från slutet av 1760-talet och in på 1780-talet vistades han de sista åren i Stockholm, från och med 1778 som pensionär.
Perichon ansökte 1763 om tillstånd att hålla biljard.

## Klaverbyggare
Anton Perichon var även klavermakare och fick egna privilegier 1756. Verkstaden har troligtvis funnits en kortare tid och inga instrument finns bevarade. Han hade en gesäll Johan Broman som senare blev instrumentmakare.